# Pöttinger Landtechnik
Die Pöttinger Landtechnik GmbH ist ein seit 1871 in der Landtechnik tätiges Familienunternehmen aus Grieskirchen in Oberösterreich mit Fokus auf Ackerbau, Grünland und Digitaler Landtechnik.
Aktuell wird das Unternehmen von einem fünfköpfigen Geschäftsführungs-Team geleitet: Jörg Lechner (Produktion & Materialwirtschaft), Wolfgang Moser (Finanzen, Unternehmensqualität), Herbert Wagner (Human Resources & IT), Markus Baldinger (Forschung und Entwicklung) und Gregor Dietachmayr (Vertrieb, Marketing, Sprecher der Geschäftsführung).

## Geschichte
Seit der Firmengründung im Jahr 1871 hat sich das Familienunternehmen zu einem der führenden Landtechnikhersteller Europas entwickelt. Das Unternehmen wurde von 1991 bis 2016 in vierter Generation von Heinz Pöttinger und Klaus Pöttinger geleitet. Klaus Pöttinger zog sich im Jahr 2016 aus der operativen Geschäftsführung zurück. Anfang 2018 wechselte Heinz Pöttinger in den Aufsichtsrat des Unternehmens.
In der Gründerzeit des Unternehmens erleichterte die Futterschneidemaschine die Arbeit in der Landwirtschaft. Danach folgten eine Reihe von neuen Geräten, wie Mühlen, Pressen, Häcksler, Heuauflader und Mähmaschinen. In den 1960er Jahren wurde im Rahmen einer Großserienproduktion die Pöttinger Heuraupe, ein Meilenstein in der Hangmechanisierung hergestellt. 1963 kam der Ladewagen als heute obligatorisches Heuerntegerät hinzu. Pöttinger wurde zum größten Ladewagenhersteller. Die bayerische Pflugfabrik wurde 1975 von den Gebrüder Stumm im oberbayerischen Landsberg am Lech übernommen. Diese waren kurz vor ihrer Insolvenz. Weitere Zweigwerke bestehen in Bernburg, wo 2001 das Sätechnikwerk der Firma Rabe Agri übernommen wurde und Vodňany in der Tschechischen Republik.
Zur Jahrtausendwende vervollständigten Futtererntemaschinen, Aufsattelpflüge, Wickelmaschinen und Rundballenpressen das Sortiment. Das System Ladewagen kann sich im rationellen Vergleich gegen die Philosophie des Selbstfahrhäckslers behaupten.
Ab August 2021 erweitert das Traditionsunternehmen sein Portfolio im Ackerbau um verschiedene Geräte für die Kulturpflege. Das bestehende Sortiment an Sämaschinen wird durch die Übernahme des italienischen Herstellers Matermacc S.r.l. mit Einzelkornsätechnik erweitert. Der Kauf wurde am 7. November 2022 abgeschlossen.
Die Exportquote lag 2023/2024 bei 90 % der hergestellten Produkte. Der österreichische Markt hatte somit einen Umsatzanteil von 10 %. Die Sparte Bodenbearbeitung trug 1/3, der Bereich Grünland mit 2/3 zum Umsatz der Firma von 491 Millionen Euro bei. Im Sommer 2024 kündigte das Unternehmen an, aufgrund von Umsatzrückgängen 200 von 1200 Mitarbeitern für drei bis vier Wochen arbeitslos zu melden. Zudem würden 450 Angestellte aus Solidarität mit den betroffenen Arbeitern eine Woche unbezahlten Urlaub nehmen. Mit diesen Maßnahmen könnten Kündigungen vermieden werden, so Geschäftsführer Gregor Dietachmayr. Bereits 2009 hatte das Unternehmen Mitarbeiter aufgrund eines Auftragsrückgangs aufgefordert, für ein Jahr auf 5,5 Prozent ihres Einkommens zu verzichten bzw. einen dreiwöchigen unbezahlten Urlaub zu akzeptieren.

## Kontroversen

### Geschäftstätigkeit in Russland
Pöttinger wurde dafür kritisiert, dass das Unternehmen trotz der anhaltenden geopolitischen Spannungen nach der Invasion Russlands in die Ukraine weiterhin in Russland tätig ist. Laut der Leave Russia-Datenbank bleibt Pöttinger auf dem russischen Markt aktiv, was zu Kritik von Organisationen führt, die sich für unternehmerische Verantwortung und ethische Geschäftspraktiken einsetzen.
Am 11. Juli 2025 eröffnete Pöttinger in der russischen Region Rjasan ein Service- und Logistikzentrum, das laut Unternehmensangaben die Betreuung landwirtschaftlicher Betriebe verbessern und die Präsenz am russischen Markt stärken soll. Die Eröffnung, die zum 15-jährigen Jubiläum der Pöttinger-Aktivitäten in Russland stattfand, stieß auf Kritik, da sie trotz anhaltender internationaler Spannungen und Sanktionen erfolgte.

## Produkte

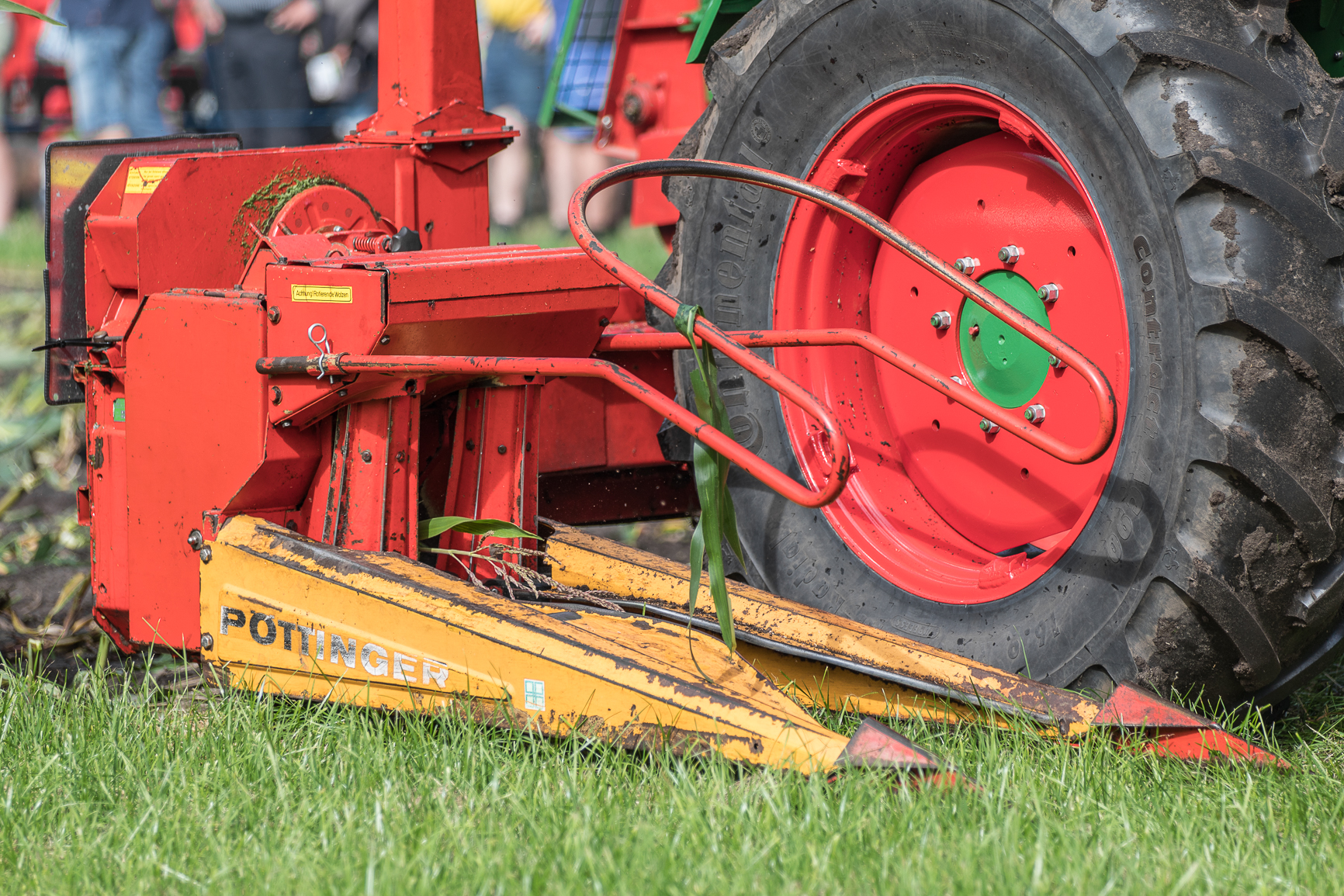
Historisches Foto: Einreihiger Pöttinger Feldhäcksler

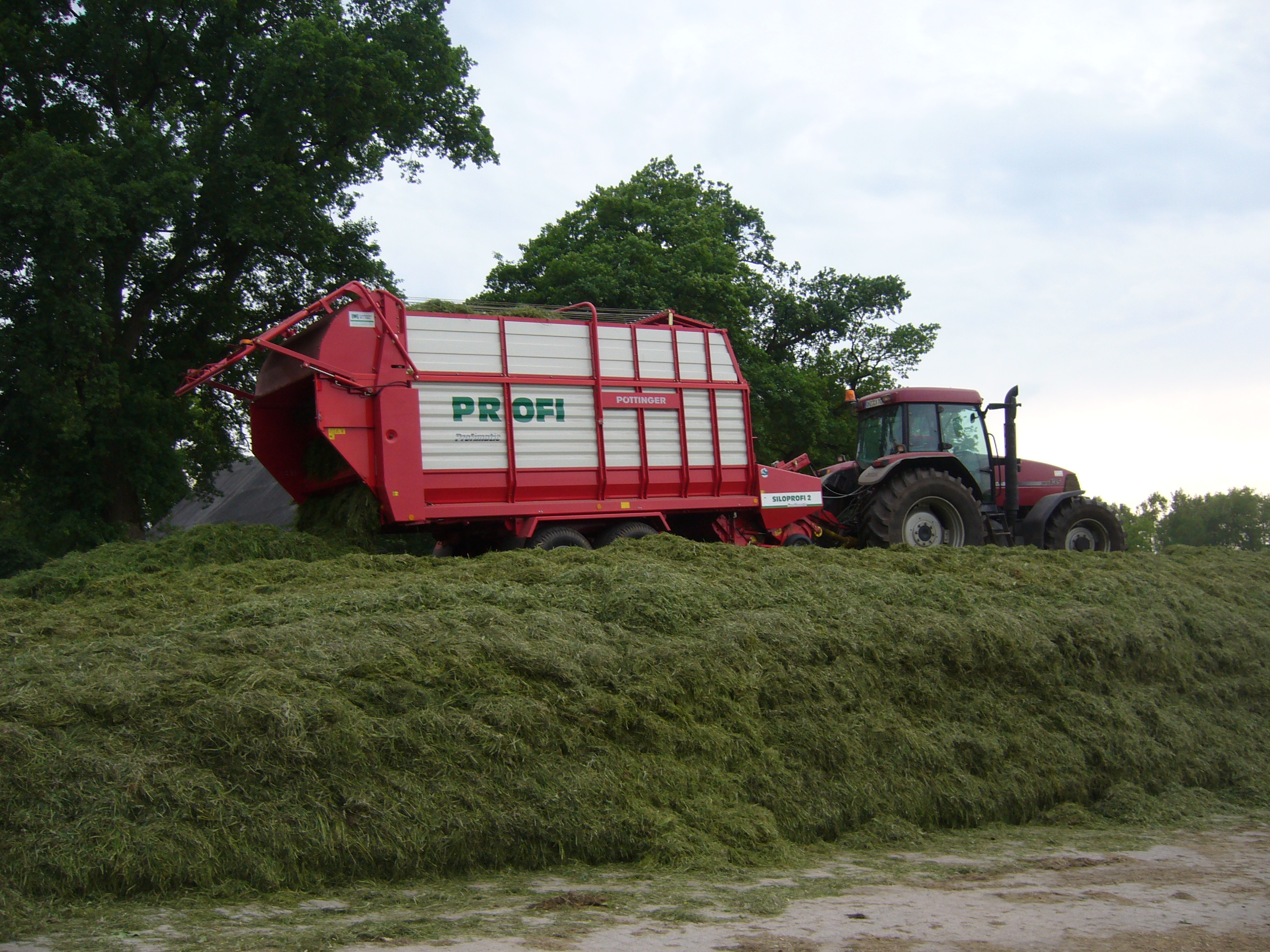
Pöttinger Ladewagen

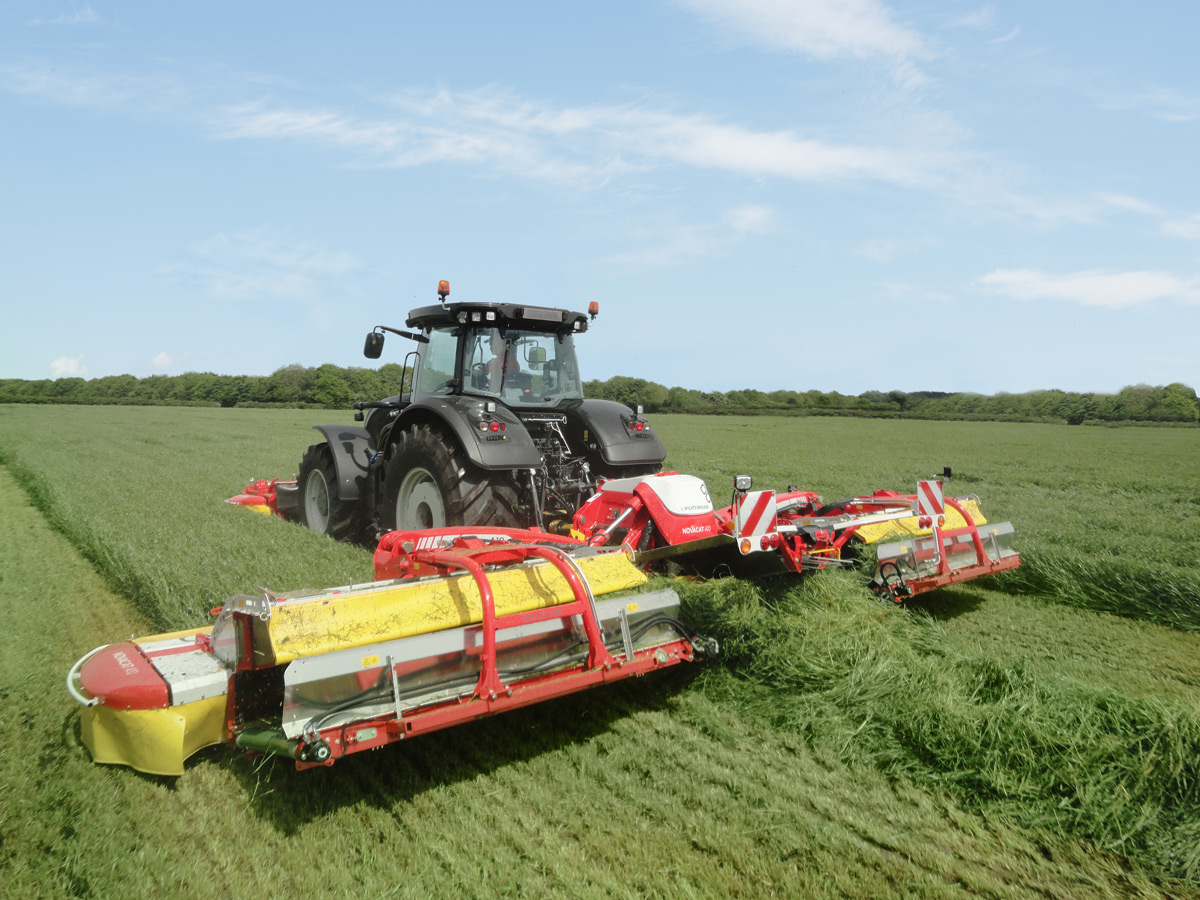
Pöttinger Mähwerk

| Grünland          | Ackerbau              | Digitale Landtechnik |
| ----------------- | --------------------- | -------------------- |
| Mähwerke          | Pflüge                | Software             |
| Schwadtechnik     | Kreiseleggen          | Datenmanagement      |
| Zettkreisel       | Grubber               | Bedienung            |
| Schwadkreisel     | Sätechnik             | Assistenzsysteme     |
| Ladewagen         | Scheibeneggen         |                      |
| Rundballenpressen | Kulturpflegemaschinen |                      |
|                   | Kurzkombinationen     |                      |

## Produktionsstandorte

### In Österreich
- Grieskirchen, OÖ – Grünlandtechnik
- St. Georgen bei Grieskirchen, OÖ – Schwadtechnik, Rundballenpressen

### Im Ausland
- Deutschland:
  - Bernburg – Sätechnik

- Tschechien:
  - Vodňany – Bodenbearbeitung

- Italien:
  - San Vito al Tagliamento – Einzelkornsätechnik